# 진보당 (노르웨이)
진보당(보크몰: Fremskrittspartiet 프렘스크리트스 파르티에트[*], 뉘노르스크: Framstegspartiet)은 노르웨이의 우익 정당으로, 1973년 설립되었다. 2013년 총선거 결과, 노동당, 우파당에 이어 제3당이다.

## 역사
1973년에 안데르스 랑에에 의해 안데르스 랑에당(영어: Anders Lange's)이 창당과 동시에 노르웨이 총선 역사상 최초로 4석을 획득했다. 하지만 창당한지 1년 만에 안데르스 랑에가 사망하면서 아이빈 에쿠보(보크몰: Eivind Eckbo)가 당대표가 되었지만 이념 문제로 인해 갈등이 있었다.
이후 칼 I. 하겐을 중심으로 탈당하면서 개혁당을 창당했다가 1975년에 아르브 롬룸(보크몰: Arve Lønnum)이 당대표가 되었다. 같은 해 개혁당과 다시 합당 되었다. 1977년에 현재의 명칭으로 변경 했으나 같은 해 노르웨이 총선에서 의석을 모두 잃으면서 원외 정당이 되었다. 1978년에 아르브 롬룸이 물러나면서 칼 I. 하겐이 당대표가 되었다.
1981년 노르웨이 총선에서 다시 4석을 획득했지만 1985년 노르웨이 총선에서 2석을 잃었다. 1989년 노르웨이 총선에서 최초로 우파당 다음으로 22석을 획득하면서 제3당이 되었다. 1993년 노르웨이 총선에서 12석을 잃으면서 제6당으로 추락했지만 1997년 총선에서 정당 창당이래 최초로 우파당을 제치고 제2당이 되었다.
2001년 노르웨이 총선에서 우파당에 밀려 다시 제3당이 되었지만 2005년 노르웨이 총선에서 20%의 득표를 거두면서 다시 우파당을 제치고 제2당이 되었다. 2006년에 칼 I. 하겐이 사임하면서 시브 옌센이 당대표가 되었다. 2009년 노르웨이 총선에서 23%의 득표를 거두면서 정당 창당 역사상 최초로 가장 많은 의석인 41석을 획득했다. 2013년 총선에서 우퇴위아 테러사건의 영향으로 인해 우파당에 밀려 제3당이 되었으나 같은 해 우파당과 연정을 구성하였다. 2017년 총선에서도 연정이 이루어져 연립여당이 되었지만, 2020년 이라크 레반트 이슬람 국가에 자원한 노르웨이 시민의 송환으로 인하여 보수당, 자유당, 기독교민주당과의 연정에서 탈퇴했다.

## 이념
스스로는 당의 성향을 보수자유주의, 경제적 자유주의로 규정하고 있지만 외부에서는 우익대중주의으로 본다. 이민자 축소와 이슬람교 반대 등을 공약한다. 인접 국가인 덴마크의 덴마크 인민당과 달리 중동, 북아프리카에서 건너온 이슬람교 이민 억제를 주장하고 있다. 또한 경제 및 재정의 경우 국가의 개입을 최소화하고 시장 원리에 맡길 것을 주장한다.
2011년 노르웨이 테러의 범인인 아네르스 베링 브레이비크도 이 당의 당원이었으나, 당의 성향이 절충화되었다는 이유로 탈당하였다. 브레이비크는 진보당이 다문화사회에 대해 적극적으로 반대하지 않는다고 비판하였다.

## 역대 당 대표
| #   | 대표          | 기간                  | 비고 |
| --- | ------------- | --------------------- | ---- |
| 1대 | 안데르스 랑게 | 1973년부터 1974년까지 |      |
| 2대 | 아이빈 에쿠보 | 1974년부터 1975년까지 |      |
| 3대 | 아르브 롬룸   | 1975년부터 1978년까지 |      |
| 4대 | 칼 I. 하겐    | 1978년부터 2006년까지 |      |
| 5대 | 시브 옌센     | 2006년부터 현재까지   |      |

## 역대 총선거 결과

### 노르웨이의회 선거
| 연도   | 득표    | 득표  | 득표  | 의석 수  | 의석 수 | 집권 여부 | 순위 |
| 연도   | #       | %     | ± pp  | #        | ±       | 집권 여부 | 순위 |
| ------ | ------- | ----- | ----- | -------- | ------- | --------- | ---- |
| 1973년 | 107,784 | 5.0%  | + 5.0 | 4 / 155  | 4       | 야당      | 6위  |
| 1977년 | 43,351  | 1.9%  | - 3.1 | 0 / 155  | 4       | 원외 정당 | 7위  |
| 1981년 | 109,564 | 4.5%  | + 2.6 | 4 / 155  | 4       | 야당      | 5위  |
| 1985년 | 96,797  | 3.7%  | - 0.8 | 2 / 157  | 2       | 야당      | 6위  |
| 1989년 | 345,185 | 13.0% | + 9.3 | 22 / 165 | 20      | 야당      | 3위  |
| 1993년 | 154,497 | 6.3%  | - 6.7 | 10 / 165 | 12      | 야당      | 6위  |
| 1997년 | 395,376 | 15.3% | + 9.0 | 25 / 165 | 15      | 야당      | 2위  |
| 2001년 | 369,236 | 14.6% | - 0.7 | 26 / 165 | 1       | 야당      | 3위  |
| 2005년 | 582,284 | 22.1% | + 7.5 | 38 / 169 | 12      | 야당      | 2위  |
| 2009년 | 614,724 | 22.9% | + 0.8 | 41 / 169 | 3       | 야당      | 2위  |
| 2013년 | 463,560 | 16.3% | - 6.6 | 29 / 169 | 12      | 여당      | 3위  |
| 2017년 | 444,423 | 15.3% | - 1.1 | 27 / 169 | 2       | 여당      | 3위  |

### 지방 선거
| 년도   | 투표 (군) | 투표 (시) | 정당 대표     |
| ------ | --------- | --------- | ------------- |
| 1975년 | 1.4%      | 0.8%      | 아이빈 에쿠보 |
| 1979년 | 2.5%      | 1.9%      | 칼 I. 하겐    |
| 1983년 | 6.3%      | 5.3%      | 칼 I. 하겐    |
| 1987년 | 12.3%     | 10.4%     | 칼 I. 하겐    |
| 1991년 | 7.0%      | 6.5%      | 칼 I. 하겐    |
| 1995년 | 12.0%     | 10.5%     | 칼 I. 하겐    |
| 1999년 | 13.4%     | 12.1%     | 칼 I. 하겐    |
| 2003년 | 17.9%     | 16.4%     | 칼 I. 하겐    |
| 2007년 | 18.5%     | 17.5%     | 시브 옌센     |
| 2011년 | 11.8%     | 11.4%     | 시브 옌센     |
| 2015년 | 10.2%     | 9.5%      | 시브 옌센     |
| 2019년 | 8.3%      | 7.5%      | 시브 옌센     |

## 같이 보기
- 조국동맹 (노르웨이)